# Бушко-Жук Михайло Осипович
Михайло Осипович Бушко-Жук (листопад, 1893, Новоросійськ, Кубань (нині Краснодарський край РФ) — 1942) — український військовий діяч.

## На Кубані
Більшовик. Наприкінці 1917 року очолив червоногвардійські загони Новоросійська та станиці Кримської. На початку 1918 року призначений командувачем радянськими військами, сформованими на Тамані. Згодом став на чолі південної бойової дільниці, за начальника штабу було призначено командира 41-го артилерійського дивізіону штабс-капітана Маріна.
На початку березня всі загони загальною чисельністю близько 20 тисяч бійців були об'єднані у так звану Кубанську Південну армію. До її складу увійшли також Анапський, Темрюкський та інші червоногвардійські загони. 14 березня 1918 року Південна армія під проводом Михайла Бушко-Жука без бою зайняла Катеринодар.
В умовах постійного протистояння з білогвардійцями з 1 по 16 квітня 1918 року в Катеринодарі відбувся II-й з'їзд Рад Кубані, на якому було проголошено Кубанську Радянську республіку. 6 квітня на з'їзді з доповіддю виступив командувач армії Бушко-Жук. Його турбувала організація самоврядування, коли замість місцевих та козачих органів управління владу перебирали Ради. Хоча до Рад крім більшовиків обиралися також есери та меньшовики, йому вже була очевидною тенденція до створення однопартійної диктатури саме більшовицької партії. Михайло Бушко-Жук попередив депутатів з'їзду про небезпеку:

«Товариші! Я мушу визнати, що в боротьбі з контрреволюцією ми прийшли не до тієї мети, за яку боролись. Ми боролись за диктатуру пролетаріату, прийшли — до диктатури багнета».

30 травня 1918 в Катеринодарi була проголошена Кубано-Чорноморська Радянська Республіка, i Бушко-Жук очолив об'єднані збройні сили. Він став військовим керівником і наступного державного утворення — Північно-Кавказької Радянської республіки, а 25 серпня 1918 року увійшов до складу Військової Ради та очолив оборону Катеринодара.
Не маючи змоги протистояти навалі ворога, перед нереальними планами Військової Ради, що не сприймала дійсність, Бушко-Жук наприкінці серпня склав із себе повноваження. Головнокомандувачем «лінії Армавір—Туапсе» було призначено учасника оборони Порт-Артура, більшовика Губернського А. А., штаб Південної армії — розформовано, а Михайла Бушко-Жука відряджено до Москви по зброю та з доповіддю про стан справ на Кавказі.

## В Україні

Некролог Щорса в газеті «Красная правда»

З огляду на те, що наприкінці серпня 1918 Катеринодар був зайнятий Добровольчою армією, назад на Кубань Бушко-Жук не повернувся. Він отримав призначення в Нейтральну зону, де формувалися загони майбутньої Української радянської армії.
Хоча про цей період у житті Михайла Бушко-Жука інформації обмаль, відомо все ж про його участь у боротьбі з Григор'євим: Бушко-Жук очолив комуністичний загін Конотопа, який 13 квітня 1919 року виступив на бій проти заколотників.
Від 23 серпня по 26 грудня 1919 року — військовий комісар 44-ї стрілецької дивізії. Саме його підпис стояв під офіційним некрологом Щорса у дивізійній газеті «Красная правда», що вийшла друком 4 вересня. В цьому виданні точно вказаний час смерті начдива — сьома вечора.
Після того, як на посаду воєнкома 44-ї дивізії було призначено Оскара Берзіня, Михайло Бушко-Жук стає військовим комісаром Таращанської бригади. На цій посаді він лишається до червня 1920 року — допоки не стає слухачем академії Генерального штабу.

## Ув'язнення
26 листопада 1920 року Михайла Бушко-Жука звинувачують у вбивстві уповноваженого по житловим питанням всеросійського Генерального штабу громадянина Гільбраса. 4 лютого 1921 року Революційний Трибунал республіки розглянув справу, з'ясувавши, що протягом кількох місяців слухач не міг отримати кімнату для проживання своєї сім'ї у складі дружини та маленької дитини, а звертаючись до громадянина Гільбраса стикався тільки з пихою бюрократа. Взявши до уваги пролетарське походження, а також те, що останнім часом Бушко-Жук знаходився у фронтових умовах, що й викликало нездорову збудженість та імпульсивну поведінку, Ревтрибунал звільнив підсудного.
Звичайно, що після скоєного, військова кар'єра Бушко-Жука закінчилася. Більш того, це дивним чином вплинуло на подальшу його долю. Деякий час Михайло Осипович працював у Кубанському окружному комітеті РКП(б), займаючись справами потребкооперації. Пізніше місцем роботи були Вищі державні курси стенографії, які він очолював, одночасно головуючи у Комісії з опрацювання єдиної державної системи стенографії. Від 22 жовтня 1932 року Бушко-Жук очолює за сумісництвом і курси секретарів-стенографів при Народному комісаріаті зовнішніх справ.
У 1934 року Бушко-Жук призначається директором сільськогосподарського технікуму у Владимирі, де його спокійне життя обривається арештом 14 березня 1935 року. Вирок суду — три роки позбавлення волі за контрреволюційну троцкістську агітацію. Після відбуття покарання на Воркуті Михайло Осипович повертається у Владимир, де працює на скромній посаді діловода у будівельній конторі. В червні 1941 — знову арешт, в жовтні — вирок: десять років позбавлення волі. Такого Бушко-Жук вже не пережив. Він помер у 1942 році, відбуваючи покарання.

## Публікації
- Предпосылки к революции на Черноморском побережье в 1905 г. // Известия общества любителей изучения Кубанского края: Вып. 9. / Под ред. Б. М. Городецького. — Краснодар, 1925
- Роль Новороссийска в борьбе за власть Советов на Кубани и Черноморье
- О советской потребительской кооперации

## Виноски
1. ↑  Існує й інша назва: Південний (Чорноморський) фронт.
2. ↑  За іншими даними — до жовтня 1919 р.